# Вимярки (Любуське воєводство)
Вимяркі (пол. Wymiarki) — село в Польщі, у гміні Вимярки Жаґанського повіту Любуського воєводства.
Населення — 1220 осіб (2011).
У 1975-1998 роках село належало до Зеленогурського воєводства.

## Демографія
Демографічна структура станом на 31 березня 2011 року:
|          | Загалом | Допрацездатний вік | Працездатний вік | Постпрацездатний вік |
| -------- | ------- | ------------------ | ---------------- | -------------------- |
| Чоловіки | 587     | 100                | 452              | 35                   |
| Жінки    | 633     | 114                | 395              | 124                  |
| Разом    | 1220    | 214                | 847              | 159                  |